# Yixuan, Príncipe Chun
Yixuan (16 de octubre de 1840 -- 1 de enero de 1891), formalmente conocido como el príncipe Chun, fue un príncipe imperial del clan manchú Aisin-Gioro y un destacado estadista de la dinastía Qing. Yixuan fue el padre del emperador Guangxu (su segundo hijo), y el abuelo paterno de Puyi, el último emperador de China.

## Biografía
Yixuan fue el séptimo hijo del emperador Daoguang (1782-1850). Nació en la Ciudad Prohibida de Pekín, y era hijo de la concubina imperial Dama Uya(烏雅氏), que a su fallecimiento recibiría el título póstumo de Noble Consorte Imperial Zhuangshun (莊順皇貴妃).
A la muerte de Daoguang en 1850, éste fue sucedido por Yizhu, su cuarto hijo y hermano mayor de todavía niño Yixuan. Yizhu reinó con el nombre de emperador Xianfeng. Al ascender al trono, concedió a su hermano Yixuan el título de junwang, príncipe de segundo rango, bajo el sobrenombre de príncipe Chun (醇郡王) . 
Yixuan mantuvo un perfil político bajo, evitando inmiscuirse en asuntos de estado. En 1860, Xianfeng decretó que Yixuan había de csasarse con Wanzhen, hermana menor de Cixi, por entonces concubina de Xianfeng y madre del único hijo de éste. A la muerte de Xianfeng en 1861, se desató una lucha soterrada por el control de la regencia del emperador Tongzhi. Una facción estaba encabezada por Sushun y los príncipes Duanhua y Zaiyuan, y la otra por el hermano de Yixuan, el príncipe Kung y las emperatrices viudas Cixi y Ci'an. En noviembre de 1861, Yixuan tomó partido por su hermano Kung, y encabezó el llamado golpe de Xinyou, por el que Sushun y sus colegas fueron arrestados y ejecutados a instancias de Cixi. 
Tras el golpe de Xinyou, Yixuan se convirtió en uno de los nobles más influyentes de la Corte Imperial. Poco imaginativo y ambicioso, Yixuan dejó las riendas del poder en manos de su hermano el príncipe Kung y de las regentes Cixi y Ci'an, y mantuvo un perfil bajo, aceptando labores militares y civiles. En 1872 fue ascendido a qinwang, príncipe de primer rango. En 1874 fue despedido y degradado por el emperador Tongzhi, como parte de la reacción del mismo al memorandum imperial encabezado por el príncipe Kung que reclamaba que el emperador atendiera los asuntos de estado. A instancias de la emperatriz viuda Cixi, su degradación fue rescindida rápidamente. 
A la muerte de Tongzhi, la emperatriz viuda Cixi impuso al segundo hijo de Yixuan, Zaitian, como heredero y sucesor al trono de China. Esto constituía una sucesión anómala, dado que el sucesor debía ser siempre miembro de una generación inferior a la del propio emperador y Zaitian era primo de Tongzhi. Pese a ello, Cixi eligió a Zaitian, por entonces de tres años de edad, posiblemente debido a varias razones: Zaitian era sobrino de la propia Cixi (su hermana Wanzhen era la mujer de Yixuan); el propio Yixuan había sido siempre un fiel aliado de Cixi; Zaitian era joven, con lo que Cixi podía ejercer la regencia durante al menos 10 años. 
La sucesión de Zaitian como emperador Guangxu supuso un desastre para el propio Yixuan. Como súbdito del emperador, un padre estaba obligado a postrarse ante el mismo. Como padre, la piedad filial confuciana prohibía que el padre se postrara ante el hijo. Así, una vez entronizado, Yixuan no tuvo más remedio que evitar todo problema protocolario retirándose de la vida pública. 
Yixuan dimitió de todos su puestos de gobierno en 1875, y trató de retirarse de la vida pública. Aun así, Cixi insistió en que se hiciera cargo de la educación de Guangxu, algo que aceptó pese a la gran incomodidad de su propia situación. 
Además, tras la caída en desgracia del príncipe Kung en 1877, Yixuan se vio abocado a convertirse en la segunda figura más importante del imperio después de la propia Cixi, que demandó que todos los asuntos oficiales fueran discutidos con Yixuan antes de ser aprobados. 
Yixuan fue un oficial resignado a seguir en todo a Cixi, y reacio a imponer directrices políticas propias. A la muerte de la co-regente Ci'an en 1881, Yixuan, sospechoso de que Cixi había envenenado a su colega en el trono, adoptó un perfil aún más bajo, y trataría posteriormente de satisfacer en todo las exigencias de Cixi. 
En 1885, Cixi nombró a Yixuan gerente e intendente de la armada imperial China, con directrices para modernizarla y expandirla en todo lo posible. Yixuan se dedicó a ello con recursos cada vez más menguantes. En 1889, cuando su hijo Guangxu accedió al trono al fin, Cixi se retiró al Palacio de Verano parcialmente reconstruido. Se ha dicho que Cixi ordenó a Yixuan desviar fondos del fortalecimiento naval de China para la reconstrucción de dicho Palacio,  y que esto acarrearía graves consecuencias en los próximos años, sobre todo durante la Primera guerra sino-japonesa (1894-95), donde la inferioridad naval China supuso la pérdida del control chino sobre Corea. En verdad, parece que fue el propio Guangxu quien ordenó recortar los fondos navales chinos a instancias de Weng Tonghe y ante el desinterés de tanto Cixi como Yixuan.
Yixuan falleció el 1 de enero de 1891, poco antes de que acabaran las obras de reconstrucción del Palacio de Verano. Fue sucedido por su hijo Zaifeng como segundo príncipe Chun.